# Stephanodoria
Stephanodoria é um género botânico pertencente à família Asteraceae.